# Kim Seol-hyun
Kim Seol-hyun (hangul: 김설현; rr: Gim Seol-hyeon; MR: Kim Sŏl-hyŏn; 3 de janeiro de 1995), mais conhecida apenas como Seolhyun (hangul: 설현), é uma cantora e atriz sul-coreana. Ela é mais conhecida por ser integrante do grupo feminino sul-coreano AOA.

## Biografia
Seolhyun nasceu em 3 de janeiro de 1995 em Bucheon, Coreia do Sul. Ela possui uma irmã mais velha chamada Kim Joo-hyun, que é editora de moda da Cosmopolitan. Desde pequena Seolhyun sempre sonhou em se tornar uma cantora. Ela frequentou a Kachiul Elementary School, Sungkok Middle School, e Gyeonggi Arts High School. Atualmente ela frequenta a Kyung Hee University no departamento de atuação.

## Carreira

### 2012–2014: AOA e estreia como atriz
Em 2010, Seolhyun ganhou o 8th Smart Model Contest, uma competição onde estudantes comuns de diversas escolas da Coreia do Sul usam uniformes de diferentes marcas. Diversas agências, incluindo a FNC Entertainment, estavam presentes no concurso observando os estudantes com o intuito de contratar modelos. Ao ser contratada pela FNC Entertainment, Seolhyun apareceu no videoclipe Severely de FT Island, do extended play Grown Up.
Seolhyun foi formalmente apresentada como integrante oficial do AOA no dia 16 de julho de 2012, sendo a primeira integrante do AOA revelada ao público. Sua estreia oficial com o grupo ocorreu em 30 de julho no programa musical M! Countdown, onde elas apresentaram o single Elvis. Pouco depois, Seolhyun realizou sua estreia como atriz ao participar do drama My Daughter Seo-young, onde ela interpretou a namorada de Lee Jung-shin.
Em 2013, Seolhyun foi lançada no drama Ugly Alert, onde interpretou a filha mais nova de uma família rica e bem sucedida.

### 2015–2018: Atividades individuais e crescimento de popularidade
Em 2015, Seolhyun ganhou a atenção do público com sua breve aparição no programa de variedades Brave Family. Mais tarde naquele ano, ela ganhou fama através de um comercial para a SK Telecom, o que levou a grandes ofertas publicitárias para Seolhyun.

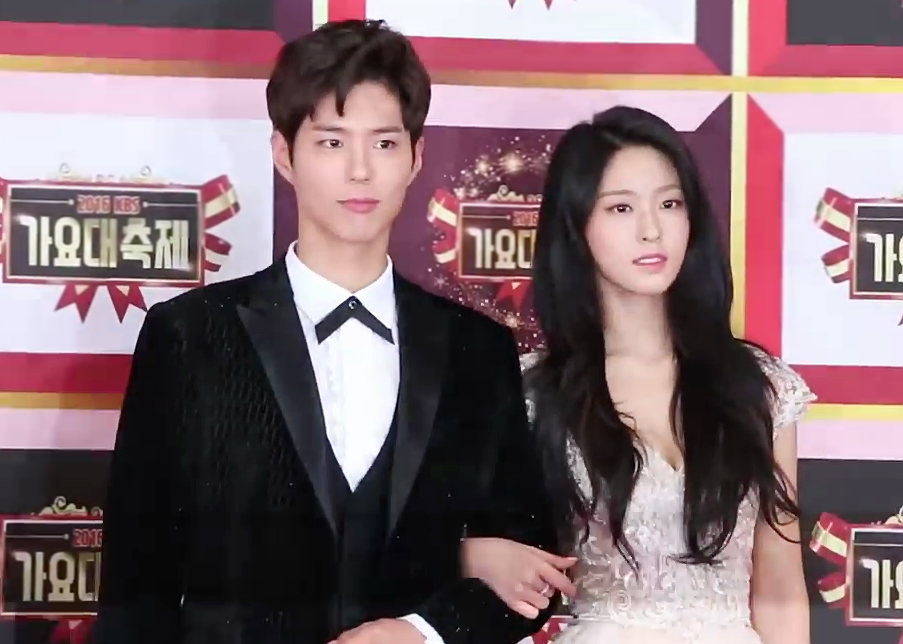
Seolhyun com o ator Park Bo-gum, ambos foram votados pelos executivos de marketing como Top Celebrity Endorsers de 2017.

No mesmo ano, Seolhyun estrelou o drama de vampiros exibido pela KBS, Orange Marmalade. Ela atraiu a atenção do público por sua atuação. Seolhyun também apareceu no filme Gangnam Blues,  e ganhou o prêmio de estrela do ano no 36º Blue Dragon Film Awards. Seolhgun e Lee Min-ho foram escolhidos como embaixadores promocionais pelo Visit Korea Year.
Em janeiro de 2016, Seolhyun foi nomeada Modelo do Ano nos prêmios TVCF 2015; tendo sido modelo para diversas marcas notáveis de moda, alimentos e bebidas. Ela ficou em segundo lugar em jma votação conduzida pela Korea Broadcast Advertising Corporation (Kobaco) para selecionar o porta-voz mais alto dos consumidores. Em março de 2016, Seolhyun foi selecionada como embaixadora oficial nas eleições nacionais da Coreia do Sul em 2016.
Em maio de 2017, Seolhyun foi lançada no drama Ansi City, onde interpretou a irmã mais nova do personagem de Jo In-sung. As gravações para o drama se iniciaram em agosto e a estreia oficial foi programada para 2018. Ela teve o papel principal no filme A Murderer's Guide to Memorization, onde interpretou a filha de um assassino.

### 2019-Atualmente: Trabalhos como atriz e nova empresa
Em 2019, Seolhyun foi escalada como protagonista feminina no drama histórico da JTBC, My Country. Isso marca seu primeiro papel nas telas em quatro anos.
Em 2020, Seolhyun foi escalada para o drama romântico de mistério da tvN, Awaken, que foi ao ar em 30 de novembro de 2020. No final de 2021, Seolhyun foi MC  do KBS Song Festival junto com Cha Eun-woo e Rowoon.
Em outubro de 2022, Seolhyun decidiu não renovar seu contrato com a FNC Entertainment. Em novembro, Seolhyun assinou com a Ieum Hashtag. Ainda nesse ano, Seolhyun protagonizou o drama Summer Strike, que teve uma ótima recepção e lhe rendeu o prêmio Outstanding Female Performance (Drama), no LA Web Fest.

## Discografia
Discografia de AOA
| ANO  | CANÇÃO   | DURAÇÃO | ARTISTA     |
| ---- | -------- | ------- | ----------- |
| 2023 | Pink Day | 3:16    | com BABYLON |

## Filmografia

### Filmes
| Ano  | Título                            | Papel         | Notas           |
| ---- | --------------------------------- | ------------- | --------------- |
| 2015 | Gangnam Blues                     | Kang Seon-hye | Papel de apoio  |
| 2017 | Memoire of a Murderer             | Kim Eun-hee   | Papel principal |
| 2018 | Ansi City                         | Baek-ha       | Papel de apoio  |
| 2020 | P1H: The Beginning of a New World | Ela mesma     | Papel de apoio  |

### Dramas de televisão
| Ano       | Títul                      | Papel              | Emissora            | Notas           |
| --------- | -------------------------- | ------------------ | ------------------- | --------------- |
| 2012      | My Daughter Seo-young      | Seo Eun-soo        | KBS2                | Papel de apoio  |
| 2013      | Ugly Alert                 | Gong Na-ri         | SBS                 | Papel principal |
| 2015      | Orange Marmalade           | Baek Ma-ri         | KBS2                | Papel principal |
| 2016      | Click Your Heart           | The school goddess | Naver TV            | Cameo           |
| 2019      | My Country: The New Age    | Han Hee-jae        | Netflix             | Papel principal |
| 2020-2021 | Awaken                     | Gong Hye-won       | TVN (Coreia do Sul) | Papel principal |
| 2022      | The Killer's Shopping List | Do Ah-hee          | TVN (Coreia do Sul) | Papel principal |
| 2022      | Summer Strike              | Lee Yeo-reum       | ENA                 | Papel principal |

### Programas de televisão
| Anp  | Título                   | Emissora | Notas                             |
| ---- | ------------------------ | -------- | --------------------------------- |
| 2015 | KBS Entertainment Awards | KBS2     | com Shin Dong-yup e Sung Si-kyung |
| 2016 | KBS Song Festival        | KBS2     | com Park Bo-gum                   |
| 2017 | One K Concert In Manila  | N/A      | com Choi Min-ho                   |

### Programasde variedades
| Ano  | Título            | Papel           | Emissora | Notas                                         |
| ---- | ----------------- | --------------- | -------- | --------------------------------------------- |
| 2015 | Brave Family      | Papel principal | KBS      |                                               |
| 2016 | Law of the Jungle | Papel principal | SBS      | Law of the Jungle in Tonga; Episódios 208–211 |

## Prêmios e indicações
| Ano  | Prêmio                              | Categoria                              | Trabalho nomeado     | Resultado | Ref.   |
| ---- | ----------------------------------- | -------------------------------------- | -------------------- | --------- | ------ |
| 2015 | 51st Baeksang Arts Awards           | Best New Actress (Film)                | Gangnam Blues        | Indicado  |        |
| 2015 | 8th Korea Drama Awards              | Best New Actress                       | Orange Marmalade     | Indicado  |        |
| 2015 | 52nd Grand Bell Awards              | Best New Actress                       | Gangnam Blues        | Indicado  |        |
| 2015 | 36th Blue Dragon Film Awards        | Best New Actress                       | Gangnam Blues        | Indicado  |        |
| 2015 | 36th Blue Dragon Film Awards        | Popular Star Award                     | Gangnam Blues        | Venceu    |        |
| 2015 | 4th APAN Star Awards                | Best New Actress                       | Orange Marmalade     | Indicado  |        |
| 2015 | 14th KBS Entertainment Awards       | Best Newcomer Award                    | Brave Family         | Venceu    |        |
| 2015 | 29th KBS Drama Awards               | Best New Actress                       | Orange Marmalade     | Indicado  |        |
| 2015 | 29th KBS Drama Awards               | Popularity Award, Actress              | Orange Marmalade     | Venceu    |        |
| 2015 | 29th KBS Drama Awards               | Best Couple Award with Yeo Jin-goo     | Orange Marmalade     | Indicado  |        |
| 2016 | InStyle Star Icon                   | Best Body – Female Celebrity           | —                    | Indicado  |        |
| 2016 | 13th Seoul TV CF Awards             | Model of the Year                      | —                    | Venceu    | [ 28 ] |
| 2016 | 5th Marie Claire Film Festival      | Rookie Award                           | Gangnam Blues        | Venceu    | [ 29 ] |
| 2016 | 11th Max Movie Awards               | Rising Star Award                      | Gangnam Blues        | Venceu    | [ 30 ] |
| 2016 | 10th Asian Film Awards              | Best Newcomer                          | Gangnam Blues        | Indicado  |        |
| 2016 | 8th Style Icon Asia                 | Awesome Syndrome                       | —                    | Venceu    |        |
| 2016 | Korean Advertisers Association      | Best Model                             | —                    | Venceu    | [ 31 ] |
| 2016 | 10th SBS Entertainment Awards       | Best Entertainer Award                 | Law of the Jungle    | Venceu    |        |
| 2016 | 2nd Fashionista Awards              | Best Fashionista – Red Carpet Category | —                    | Indicado  | [ 32 ] |
| 2017 | 6th KOPA & Nikon Press Photo Awards | Most Photogenic Star Of The Year       | —                    | Venceu    | [ 33 ] |
| 2017 | 1st The Seoul Awards                | Best New Actress (Film)                | Memoir of a Murderer | Indicado  |        |
| 2017 | 3rd Fashionista Awards              | Best Fashionista – Red Carpet Category | —                    | Indicado  | [ 34 ] |
| 2023 | LA Web Fest                         | Outstanding Female Performance (Drama) | Summer Strike        | Venceu    |        |